# Klebany
Klebany (ukr. Клебани) – wieś na Ukrainie w rejonie lwowoskim (wczesniej w rejonie żółkiewskim) obwodu lwowskiego.

## Historia
Pod koniec XIX w. część wsi Potylicz w powiecie rawskim.